# Фрамполь (гміна)
Гміна Фрамполь (пол. Gmina Frampol) — місько-сільська гміна у східній Польщі. Належить до Білґорайського повіту Люблінського воєводства.
Станом на 31 грудня 2011 у гміні проживало 6396 осіб.

## Площа
Згідно з даними за 2007 рік площа гміни становила 107.61 км², у тому числі:
- орні землі: 63.00%
- ліси: 32.00%

Таким чином, площа гміни становить 6.41% площі повіту.

## Населення
Станом на 31 грудня 2011:
| Опис     | Загалом | Загалом | Чоловіки | Чоловіки | Жінки | Жінки |
| -------- | ------- | ------- | -------- | -------- | ----- | ----- |
| одиниця  | осіб    | %       | осіб     | %        | осіб  | %     |
| все      | 6396    | 100     | 3203     | 50.08    | 3193  | 49.92 |
| міське   | 1488    | 100     | 742      | 49.87    | 746   | 50.13 |
| сільське | 4908    | 100     | 2461     | 50.14    | 2447  | 49.86 |

## Сусідні гміни
Гміна Фрамполь межує з такими гмінами: Білґорай, Дзволя, Ґорай, Радечниця.